# Sender Policy Framework

Imagem ilustrativa

Sender Policy Framework ou SPF é um sistema que evita que outros domínios (endereço da internet) enviem emails não autorizados em nome de um domínio.
O SPF verifica no cabeçalho de internet se o SMTP(servidor de emails) utilizado para enviar a mensagem, está autorizado na relação de IP's que respondem pelo domínio do remetente. Também informa se o domínio autoriza ou não que outros IP's fora desta relação enviem emails em seu nome. O administrador configura esta relação na entrada TXT da zona de DNS seguindo as regras da RFC 4408 SPF homepage. Caso este sistema esteja ativo e o IP solicitado seja diferente dos autorizados, o e-mail será rejeitado.

## História
O conceito do SPF foi mencionado publicamente pela primeira vez em 2000, mas passou despercebido. Em 2002, Dana Valerie Reese publicou uma proposta semelhante em uma lista de discussão da IETF chamada "namedroppers", sem saber da ideia anterior. No dia seguinte, Paul Vixie compartilhou sua própria proposta, o que despertou maior interesse e levou à criação do grupo de pesquisa Anti-Spam da IETF (ASRG). Entre as propostas relacionadas estavam o "Reverse MX" (RMX), de Hadmut Danisch, e o "Designated Mailer Protocol" (DMP), de Gordon Fecyk.
Em junho de 2003, Meng Weng Wong unificou as propostas RMX e DMP e iniciou o desenvolvimento colaborativo do SPF. Originalmente chamado Sender Permitted From, o nome foi alterado para Sender Policy Framework em fevereiro de 2004.
No início de 2004, o grupo de trabalho MARID da IETF tentou combinar o SPF com a proposta CallerID da Microsoft para formar o Sender ID. No entanto, a iniciativa fracassou devido a conflitos técnicos e de licenciamento.
A comunidade então retornou à versão "clássica" do SPF, que foi publicada como uma especificação experimental no RFC 4408 em abril de 2006. Posteriormente, em abril de 2014, o SPF foi publicado como padrão proposto no RFC 7208.

## O envio entre servidores SMTP
Quando envia-se uma mensagem de correio eletrônico a partir de um software cliente de correio eletrônico, este se conecta a um servidor SMTP no qual envia a mensagem para uma ou várias contas de correio eletrônicos. Este servidor (servidor remetente) é o encarregado de se conectar com o servidor onde está armazenada a conta de correio do destinatário (servidor do destinatário) e de transmitir a mensagem para seu armazenamento e posterior leitura pelo destinatário.
No protocolo SMTP, por razões óbvias, é impossível ter autenticação habilitada entre todos os servidores de correio. Este inconveniente permite que qualquer servidor remetente possa se identificar como o responsável pelo transporte da mensagem de origem de um nome de domínio. Com isso os usuários mal intencionados aproveitam para forjar a identidade do correio eletrônico para usar em benefício próprio.
O envio de correios não solicitados, conhecidos como spam, e outras técnicas, como o phishing e o envio de vírus por correio, em quase 100% dos casos, se interessa em ocultar o remetente real ou utilizar um endereço de cliente que se possa ser confiável.
A primeira intenção é controlar esta falha técnica e o seguimento das rotas de endereçamentos IP pelas que se envia o correio, de tal maneira, que se mantêm uma listas de IPs de servidores que enviam correios falsificados (listas negras, ou black lists). Isto, a parte de requerir um processo manual por parte do destinatário, tem efeitos indesejados sobre outros usuários do servidor que enviam correios reais.